# Список песен Елены Камбуровой
Список песен Елены Камбуровой — перечень песен, исполнявшихся советской и российской певицей Еленой Антоновной Камбуровой.
Известно примерно 300 песен

### На иностранном языке
| Название                                  | Язык        | Авторы                    |
| ----------------------------------------- | ----------- | ------------------------- |
| Arbole, arbole (Деревце, деревце)         | испанский   | Ф.Лорка — А.Шевченко      |
| C`est l`amour (Это любовь)                | французский | Э.Пиаф — М.Monnot         |
| Despedida (Когда я умру)                  | испанский   | Ф.Лорка — А.Шевченко      |
| Jaki smieszny (Такой смешной)             | польский    | В.Фабер — З.Конечный      |
| Jef (Жеф)                                 | французский | Ж.Брель                   |
| La quete (Искания)                        | французский | Ж.Брель                   |
| Le Bon Dieu (Добрый Бог)                  | французский | Ж.Брель                   |
| Les Flamandes (Фламандки)                 | французский | Ж.Брель                   |
| Mon enfance (Моё детство)                 | французский | Ж.Брель                   |
| Moon River (Лунная река)                  | английский  | J.Mercer — H.Mancini      |
| Ne me quitte pas (Не покидай меня)        | французский | Ж.Брель                   |
| Rosa (Роза)                               | французский | Ж.Брель                   |
| Valse a 1000 temps (Вальс на 1000 тактов) | французский | Ж.Брель                   |
| Zangra                                    | французский | Ж.Брель                   |
| Вечная любовь                             | французский | Ж. Гарваренц — Ш. Азнавур |
| Человек из Ламанчи                        | французский | М. Лей — Ж. Брель         |
| Песня давних влюблённых                   | французский | Ж.Брель                   |
| Танго со смертью                          | французский | Г. Теминг — Г. Вестброк   |

### На русском языке
| Название                                                  | Авторы                                                     |
| --------------------------------------------------------- | ---------------------------------------------------------- |
| А на улице апрель                                         | В.Берковский — Д.Сухарев, обр. К.Акимова                   |
| А мне давно знакомо время старта                          | А.Якушева                                                  |
| Ах, уймись ты, буря                                       | П.Чайковский — А.Плещеев                                   |
| Бабий век                                                 | Е.Крылатов — С.Говорухин                                   |
| Бал                                                       | А.Осецка — С.Краевский                                     |
| Бал Господень                                             | А.Вертинский                                               |
| Балаганчик                                                | В.Дашкевич — А.Блок                                        |
| Балаган (Над чёрной слякотью дороги)                      | А.Блок                                                     |
| Белеет парус одинокий                                     | А.Варламов — М.Лермонтов                                   |
| Баллада о Дульсинее                                       | Г.Гладков, Б.Рацер — В.Константинов                        |
| Баллада о любви                                           | В.Высоцкий                                                 |
| Баллада о смерти Ивана Грозного                           | С.Никитин — Д.Самойлов                                     |
| Баллада об иноходце (Я скачу)                             | В.Высоцкий                                                 |
| Белый вальс                                               | В.Высоцкий                                                 |
| Белый пароходик                                           | А.Вертинский — Ю.Поплавский                                |
| Белый подснежник                                          | И.Егиков — Ю.Мориц                                         |
| Бесполезный крокодил                                      | Э.Мошковская — И.Егиков                                    |
| Бессонница                                                | В.Дашкевич — Н.Турбина                                     |
| Болеро                                                    | М.Щербаков                                                 |
| Болота                                                    | М.Таривердиев — М.Светлов                                  |
| Будёновец                                                 | Я.Дубравин — М.Наринский                                   |
| Будет ласковый дождь                                      | А.Кудрявцев — С.Тисдейл                                    |
| Было, было…                                               | Г.Гладков, Б.Рацер — В.Константинов                        |
| Бычок                                                     | М.Ройтерштейн — А.Барто                                    |
| В путь                                                    | Ф.Шуберт                                                   |
| В сиреневых сумерках                                      | М. Фрадкин — Р. Рождественский                             |
| В углу                                                    | М.Мусоргский                                               |
| Вальс клоуна                                              | Ю. Саульский — Г. Поженян                                  |
| Великан и Мышь (дуэт с В. Фирсовым)                       | И. Кружкова                                                |
| Великая нежность                                          | Х. Берли                                                   |
| Венеция                                                   | В. Щукин — М. Волошин                                      |
| Верочка                                                   | М. Таривердиев — Л. Ашкенази                               |
| Весна                                                     | Л.Иванова                                                  |
| Ветер                                                     | Н.Матвеева                                                 |
| Вечерний звон                                             | Городской романс                                           |
| Вечерняя звезда                                           | Л.Осипова — И.Киуру                                        |
| Во славу Греции                                           | М. Щербаков                                                |
| Волшебная ночь (греческий                                 | Я. Теодоракис — М. Теодоракис                              |
| Волшебная скрипка                                         | В.Дашкевич — Н.Гумилев                                     |
| Волшебница Мария                                          | О.Элитис                                                   |
| Ворон                                                     | В.Евушкина — В.Соснора                                     |
| Воспоминание о шарманке                                   | Л.Критская — Ю.Левитанский                                 |
| Вот опять зима пришла                                     | А.Раскатов — В.Алеников                                    |
| Вот опять окно                                            | В.Дашкевич — М.Цветаева                                    |
| Вояка Ладислаус и Мышка Маус (дуэт с В.Никулиным)         | Л.Критская                                                 |
| Всё будет завтра                                          | Л.Критская — М.Рахлина                                     |
| Всё глуше музыка души                                     | Б.Окуджава                                                 |
| Выезд                                                     | Л.Критская — Д.Самойлов                                    |
| Выхожу один я на дорогу                                   | Е.Шашина — М.Лермонтов                                     |
| Где же ты, мечта                                          | Э.Артемьев — Н.Кончаловская                                |
| Гибель Титаника                                           | Л.Критская — Ю.Левитанский                                 |
| Гитара и труба                                            | Я.Френкель — Ю.Левитанский                                 |
| Главная песенка                                           | Б.Окуджава                                                 |
| Глазки сон смежает                                        | Ж.Бизе — М.Деборд-Вальмор, рус. Н.Рождественский           |
| Голуби                                                    | Б.Терентьев — М.Малкин                                     |
| Голубь летит                                              | И.Егиков — Ю.Мориц                                         |
| Голубчик Петрушка                                         | Ю.Ким                                                      |
| Город золотой (Над твердью голубой)                       | В.Вавилов — А.Волохонский                                  |
| Гренада                                                   | В.Берковский — М.Светлов                                   |
| Грузинская песня                                          | Б.Окуджава                                                 |
| Грузовик                                                  | М.Ройтерштейн — А.Барто                                    |
| Грустная песенка Сыроежкина                               | Е.Крылатов — Ю.Энтин                                       |
| Грустная песня миссис Дарлинг                             | И.Ефремов — Л.Дербенёв                                     |
| Да осенит тишина…                                         | В.Дашкевич — Ю.Ким                                         |
| Да разве могут дети юга                                   | С.Никитин — И.Эренбург                                     |
| Дарим новое время                                         | А.Флярковский — М.Азов                                     |
| Девушка из харчевни                                       | Н.Матвеева                                                 |
| Девушка пела в церковном хоре                             | Л.Критская — А.Блок                                        |
| Девятнадцатое октября                                     | В.Дашкевич — Ю.Ким                                         |
| Дни летят                                                 | Т.Алёшина — Д.Хармс                                        |
| Дождик осенний                                            | И.Шварц — Б.Окуджава                                       |
| Дождливая песенка                                         | Я.Дубравин — Г.Бубель                                      |
| Дом                                                       | В.Высоцкий                                                 |
| Дом при дороге                                            | Н.Курочкин — Э.Мартинес                                    |
| Дорога                                                    | Ф.Лорка — А.Шевченко                                       |
| Дорожные жалобы                                           | А.Крамаренко — А.Пушкин                                    |
| До чего дошёл прогресс                                    | Е.Крылатов — Ю.Энтин                                       |
| Дуэт виконта и виконтессы                                 | Г.Гладков — К.Рыжов                                        |
| Дуэт Лиды и Дельфина                                      | А.Раскатов — В.Алеников                                    |
| Единственная любовь моя                                   | М.Таривердиев — А.Вознесенский                             |
| Если б не люди                                            | В.Дашкевич — Х.Энценсбергер                                |
| Ёлка в январе                                             | И.Легин — Г.Поженян                                        |
| Ёлка (Вальс с чертовщиной)                                | А.Лущик — Б.Пастернак                                      |
| Ерушалаим                                                 | В.Дашкевич — Ю.Ким                                         |
| Жёлтый ангел                                              | А.Вертинский                                               |
| Женщины                                                   | М.Таривердиев — Л.Ашкенази                                 |
| Жизнь прекрасна (Послание юным друзьям)                   | О.Синкин — Ю.Левитанский                                   |
| Жираф                                                     | А.Лущик — Н.Гумилёв                                        |
| Зайка                                                     | М.Ройтерштейн — А.Барто                                    |
| Зачем, зачем звезда упала                                 | А.Петров — Т.Калинина                                      |
| Звёзды над тайгой (дуэт с И.Кобзоном)                     | А.Пахмутова — Н.Добронравов                                |
| Звери в Африку бегут                                      | А.Раскатов — В.Алеников                                    |
| Здравствуй, песня!                                        | А.Якушева                                                  |
| Зелёная карета                                            | А.Суханов — О.Дриз                                         |
| Земля цветёт                                              | М.Таривердиев — М.Светлов                                  |
| Зеркала                                                   | Ю.Саульский — Г.Поженян                                    |
| Зимним вечером на сеновале                                | Е.Фролова — И.Бродский                                     |
| Зимняя свадьба                                            | М.Менабде — И.Бродский                                     |
| Зимовка                                                   | Я.Дубравин — М.Наринский                                   |
| Ибо на тебя уповаем (иврит)                               | Еврейская молитва                                          |
| К чему нам быть на ты                                     | Б.Окуджава                                                 |
| К чёрту!                                                  | Г.Гладков, Б.Рацер — В.Константинов                        |
| Как показать зиму                                         | Л.Критская — Ю.Левитанский                                 |
| Кабы нас с тобой — да судьба свела                        | Л.Хмельницкая — М.Цветаева                                 |
| Календарь                                                 | Л.Критская — М.Валек, пер. Б.Окуджава                      |
| Канатоходец                                               | В.Высоцкий                                                 |
| Капли Датского короля                                     | И.Шварц — Б.Окуджава                                       |
| Кинематограф                                              | В.Дашкевич — О.Мандельштам                                 |
| Кинематограф (Жизнь моя — кинематограф, чёрно-белое кино) | В.Берковский — Ю.Левитанский                               |
| Кисть художника                                           | Н.Матвеева                                                 |
| Когда вы песни на Земле поёте                             | Е.Крылатов — Е.Евтушенко                                   |
| Когда-нибудь я к вам приеду                               | С.Никитин — Д.Самойлов                                     |
| Когда я вернусь                                           | А.Галич                                                    |
| Колдун в чернильнице (дуэт с В.Фирсовым)                  | Л.Критская                                                 |
| Колодники                                                 | РНП                                                        |
| Колыбельная                                               | А.Экимян — Ю.Полухин                                       |
| Колыбельная Светланы                                      | Т.Хренников — А.Гладков                                    |
| Конец Пугачёва                                            | С.Никитин — Д.Самойлов                                     |
| Кораблик                                                  | М.Ройтерштейн — А.Барто                                    |
| Король                                                    | Б.Окуджава                                                 |
| Костёр цыганский                                          | Т.Алёшина — В.Блаженный                                    |
| Красные маки                                              | М.Карминский — Г.Поженян                                   |
| Крошка Вилли-Винки                                        | С.Никитин — Шотл.нар.песня, рус. И.Токмакова               |
| Куда?                                                     | Ф.Шуберт                                                   |
| Кузнечики                                                 | С.Никитин — А.Тарковский                                   |
| Купола                                                    | В.Высоцкий                                                 |
| Летняя песенка                                            | Я.Дубравин — А.Фаткин                                      |
| Лилипут                                                   | М.Минков — А.Кронгауз                                      |
| Лошадка                                                   | В.Дашкевич — Б.Окуджава                                    |
| Любимый пони                                              | Е.Ботяров — Ю.Мориц                                        |
| Любовь и разлука                                          | И.Шварц — Б.Окуджава                                       |
| Любовь и сострадание                                      | М.Таривердиев — А.Вознесенский                             |
| Маленький принц                                           | М.Таривердиев — Н.Добронравов                              |
| Маленький трубач                                          | С.Никитин — C.Крылов                                       |
| Мальчишки Парижской Коммуны                               | С.Богомазов — Н.Орлов                                      |
| Мари                                                      | Ю.Саульский — Г.Поженян                                    |
| Мимо кладбища едет купец                                  | А.Лущик — Б.Окуджава                                       |
| Мишка                                                     | М.Ройтерштейн — А.Барто                                    |
| Млечный путь                                              | А.Рыбников — И.Кохановский                                 |
| Может было, а может и не было                             | Г.Гладков — Ю.Ким                                          |
| Молитва                                                   | Б.Окуджава                                                 |
| Молитва (Господи, ни охнуть, ни вздохнуть…)               | А.Петров — Э.Рязанов                                       |
| Молитва клоуна                                            | Ю.Саульский — Г.Поженян                                    |
| Монолог Альдонсы                                          | Г.Гладков — Ю.Ким                                          |
| Москва златоглавая                                        | Городской романс                                           |
| Москвичи                                                  | А.Эшпай — Е.Винокуров                                      |
| Музыкант                                                  | В.Дашкевич — О.Мандельштам                                 |
| Музыкант                                                  | Б.Окуджава                                                 |
| Мы — маленькие дети                                       | Е.Крылатов — Ю.Энтин                                       |
| На маскараде (Маски)                                      | В.Высоцкий                                                 |
| Над полем Куликовым                                       | Г.Маслов — В.Соснора                                       |
| Надежды крашеная дверь                                    | И.Шварц — Б.Окуджава                                       |
| Нас венчали не в церкви                                   | И.Шварц — А.Тимофеев                                       |
| Не верю року и судьбе                                     | И.Шварц — Б.Окуджава                                       |
| Не о любви прошу                                          | Т.Алешина — Г.Иванов                                       |
| Не поговорили                                             | Л.Критская — Ю.Левитанский                                 |
| Не покидай меня, весна                                    | В.Дашкевич — Ю.Ким                                         |
| Не торопи пережитого                                      | Л.Критская — Д.Самойлов                                    |
| Неужели вы не были в Лондоне, сэр?                        | В.Дашкевич — Ю.Ким                                         |
| Новый год                                                 | Л.Иванова                                                  |
| Новый год у Дуная                                         | Л.Критская — Ю.Левитанский                                 |
| Ночь Тобосская темна                                      | Г.Гладков, Б.Рацер — В.Константинов                        |
| Ну, вот исчезла дрожь в руках                             | В.Высоцкий                                                 |
| Обучение                                                  | Г.Гладков, Б.Рацер — В.Константинов                        |
| Огонёк (Песня о доме)                                     | В. Дашкевич — Ю. Ким                                       |
| Окраины                                                   | Н. Матвеева, обр. К. Акимова                               |
| Он, наконец, явился в дом                                 | Б. Окуджава                                                |
| Она угасла                                                | Г. Гладков — Г. Гейне                                      |
| Орлёнок                                                   | В. Белый — Я. Шведов                                       |
| Осенний блюз                                              | А. Крамаренко                                              |
| Осень                                                     | Л. Критская — Ю.Левитанский                                |
| Пане-панове                                               | Б. Окуджава — А. Осецка, пер. Б. Окуджава)                 |
| Певец у микрофона                                         | В.Высоцкий                                                 |
| Песенка кавалергарда                                      | И.Шварц — Б.Окуджава                                       |
| Песенка о Ваньке Морозове                                 | Б.Окуджава                                                 |
| Песенка о голубом шарике                                  | Б.Окуджава                                                 |
| Песенка о медсестре Марии                                 | Б.Окуджава                                                 |
| Песенка о молодом гусаре                                  | Б.Окуджава                                                 |
| Песенка о Моцарте                                         | Б.Окуджава                                                 |
| Песенка об открытой двери                                 | Б.Окуджава                                                 |
| Песенка погонщика мулов                                   | Н.Матвеева, обр. К.Акимова                                 |
| Песня                                                     | И.Шварц — Б.Окуджава                                       |
| Песня клоуна                                              | Ю.Ким                                                      |
| Песня мима                                                | Е.Крылатов — Ю.Энтин                                       |
| Песня о детстве                                           | А.Раскатов — В.Алеников                                    |
| Песня о Земле                                             | В.Высоцкий (В.Плешак)                                      |
| Песня о мальчишках                                        | Т.Хренников — М.Матусовский                                |
| Песня о Питере Пэне                                       | И.Ефремов — Л.Дербенёв                                     |
| Песня о счастье                                           | Л.Осипова — Н.Матвеева                                     |
| Песня о холмах (Конь при дороге)                          | Н.Матвеева                                                 |
| Песня о Чарли Чаплине                                     | В.Дашкевич — О.Мандельштам                                 |
| Песня шарманщика                                          | А.Барьюдин — Б.Ахмадулина                                  |
| Пётр Палыч и Анна Димитрна                                | Ю.Ким                                                      |
| Печаль (греческий                                         | Я.Теодоракис                                               |
| Плач                                                      | Л.Критская — Л.Стафф, пер. А.Гелескул                      |
| По какой реке                                             | О.Синкин — Б.Окуджава                                      |
| По Смоленской дороге                                      | Б.Окуджава                                                 |
| Подай мне, надежда, руку                                  | Х.Хименес — А.Крамаренко                                   |
| Поезд                                                     | А.Раскатов — В.Алеников                                    |
| Поколение                                                 | М.Таривердиев — Л.Ашкенази                                 |
| Поросята                                                  | Я.Дубравин — Л.Барбас                                      |
| После дождичка                                            | Б.Окуджава                                                 |
| Последний троллейбус                                      | Ю.Ким                                                      |
| Последняя любовь                                          | В.Дашкевич — Ф.Тютчев                                      |
| Послушайте!                                               | В.Дашкевич — В.Маяковский                                  |
| Поцелуй меня                                              | И.Шварц — Я.Полонский                                      |
| Пусть дорога не кончается                                 | А.Экимян — Ю.Полухин                                       |
| Прерванный полёт                                          | В.Высоцкий                                                 |
| Приметы                                                   | И.Шварц — А.Пушкин                                         |
| Приходи на меня посмотреть                                | В.Биберган — А.Ахматова                                    |
| Прогулка по Эрмитажу                                      | М.Щербаков                                                 |
| Простите пехоте                                           | Б.Окуджава                                                 |
| Прощание (Дан приказ ему на Запад)                        | Д.Покрасс — М.Исаковский                                   |
| Прощание с новогодней ёлкой                               | Б.Окуджава                                                 |
| Прятки                                                    | Я.Дубравин — Г.Прусов                                      |
| Разлука                                                   | В.Лебедев — Ю.Ряшенцев                                     |
| Рай                                                       | РНП                                                        |
| Раненый                                                   | М.Таривердиев — А.Вознесенский                             |
| Река                                                      | Н.Матвеева — А.Барьюдин                                    |
| Река Сугаклея                                             | В.Евушкина — А.Тарковский                                  |
| Реквием                                                   | В.Дашкевич — А.Ахматова                                    |
| Рио-Рита                                                  | И.Богушевская                                              |
| Романс о жизни и смерти                                   | Б.Рычков — П.Неруда                                        |
| С куклой                                                  | М.Мусоргский                                               |
| С няней                                                   | М.Мусоргский                                               |
| Серенада                                                  | И.Шварц — Б.Окуджава                                       |
| Сигареты                                                  | Л.Ашкенази — М.Таривердиев                                 |
| Синее море                                                | Н.Матвеева                                                 |
| Синий троллейбус                                          | Б. Окуджава                                                |
| Сияют звёзды в небесах                                    | М. Регер — А. Райский                                      |
| Сказка                                                    | В. Евушкина — Д. Самойлов                                  |
| Скандал в Тобоссо                                         | Г. Гладков, Б. Рацер — В. Константинов                     |
| Скандал в Толедо                                          | Г. Гладков — Ю. Ким                                        |
| Скоростное шоссе                                          | Е. Крылатов — Л. Дербенёв                                  |
| Скрипка и немножко нервно                                 | В. Дашкевич — В. Маяковский                                |
| Слон                                                      | М. Ройтерштейн — А. Барто                                  |
| Слушай                                                    | И. Гольцмиллер                                             |
| Соловьи                                                   | В. Соловьёв-Седой — А. Фатьянов                            |
| Сон приходит на порог                                     | В. Лебедев-Кумач — М. Дунаевский                           |
| Сохрани мою речь навсегда                                 | В. Дашкевич — О. Мандельштам                               |
| Спи, мой мальчик                                          | В. Лебедев-Кумач — М. Дунаевский                           |
| Спи, моя радость, усни                                    | музыку приписывают Моцарту — Ф. Готтер, рус. С. Свириденко |
| Спи, усни, мой родной                                     | И. Брамс — Г.Шерер, рус. Э. Александрова                   |
| Старая азбука                                             | Л. Критская — Ю. Левитанский                               |
| Старая лестница                                           | А. Лущик — И. Пивоваров                                    |
| Старинная солдатская песня                                | Б. Окуджава                                                |
| Старый пиджак                                             | Б. Окуджава                                                |
| Старый флейтист                                           | Б. Окуджава                                                |
| Стоим над водой                                           | Н. Хикмет — В. Гаврилин                                    |
| Страна Дельфиния                                          | Н. Матвеева                                                |
| Судьба актёрская                                          | Р. Неврединов — Ю. Нифонтова                               |
| Так дымно                                                 | В. Высоцкий                                                |
| Так случилось, мужчины ушли                               | В. Высоцкий                                                |
| Таруса (городок)                                          | В. Красновский — Н. Заболоцкий                             |
| Театр                                                     | О. Синкин — В. Гафт                                        |
| Театр                                                     | В. Дашкевич — Ю. Тувим                                     |
| Театральный эпилог                                        | Ю. Ким                                                     |
| Тихо музыка играла                                        | Ю. Мориц — И. Егиков                                       |
| Только детские книги читать                               | А. Крамаренко — О. Мандельштам                             |
| Томашув                                                   | З. Конечный — Ю. Тувим                                     |
| Троллейбус                                                | Я. Дубравин — Е. Руженцев                                  |
| Трубач                                                    | М.Щербаков                                                 |
| У меня в Москве                                           | М. Цветаева                                                |
| Удивительная лошадь                                       | В. Левин — И. Егиков                                       |
| Умка                                                      | Е. Крылатов — Ю. Яковлев                                   |
| У садочку (на украинском языке)                           | Т. Шевченко                                                |
| Фляга                                                     | Ю. Левитин — К. Симонов                                    |
| Фокусник                                                  | Н. Матвеева                                                |
| Форель                                                    | Ф. Шуберт                                                  |
| Хвала Рождеству                                           | М. Таривердиев — А. Вознесенский                           |
| Ходят кони                                                | В. Дашкевич — Ю. Ким                                       |
| Хорошее отношение к лошадям                               | В. Дашкевич — В. Маяковский                                |
| Цыганская                                                 | В. Высоцкий                                                |
| Часовые любви                                             | Б. Окуджава                                                |
| Черёмуха (Кто-нибудь утром…)                              | Л.Критская — Ю.Левитанский                                 |
| Чужая женщина                                             | Л.Критская — Ю.Левитанский                                 |
| Шумел камыш                                               | Русская народная песня                                     |
| Экипаж звездолёта «Восход»                                | К. Акимов — А. Поперечный                                  |
| Элегия                                                    | Л.Критская — Ю.Левитанский                                 |
| Это только синий ладан                                    | А.Лущик — Г.Иванов                                         |
| Это что же такое                                          | Е. Крылатов — Ю. Энтин                                     |
| Эхо                                                       | В. Высоцкий                                                |
| Эх, дороги                                                | Л. Ошанин — А. Новиков                                     |
| Я бы хотела жить с вами                                   | И. Вайсман — М.Цветаева                                    |
| Я верну тебе колечко                                      | Р. Мануков — В. Лазарев                                    |
| Петербург                                                 | В. Дашкевич — О. Мандельштам                               |
| Я закрываю день ресницами                                 | Н. Турбина                                                 |
| Я разорву кустов кольцо                                   | А. Шелыгин — В. Шаламов                                    |
| Я такое дерево                                            | М. Таривердиев — Г. Поженян                                |
| Ямщик, не гони лошадей                                    | Я. Фельдман — Н. Риттер                                    |